# Spermophorella goobita
Spermophorella goobita is een insect uit de familie van de Berothidae, die tot de orde netvleugeligen (Neuroptera) behoort. 
Spermophorella goobita is voor het eerst wetenschappelijk beschreven door U. Aspöck & H. Aspöck in 1986.